# Sergio Vacchi
Sergio Vacchi (Castenaso, 1º aprile 1925 – Siena, 15 gennaio 2016) è stato un pittore italiano, maestro dell'Informale e «una delle voci più significative della generazione degli anni venti» del Novecento.

## Biografia
Sergio Vacchi nasce a Castenaso, nel bolognese. Il padre, di origini contadine, aveva fatto fortuna nel dopoguerra grazie ad alcuni investimenti con la dote della moglie, originaria di una famiglia di proprietari terrieri del bolognese.
Sergio Vacchi viene fin da bambino mandato a studiare a Bologna dove frequenta il liceo classico al Collegio San Luigi dei Padri Barnabiti. Di carattere solitario e inquieto, legge molto. Si iscrive a Giurisprudenza ma dopo due esami lascia l'università per dedicarsi a tempo pieno alla pittura.
Inizia da autodidatta e segue delle lezioni private nello studio del pittore Garzia Fioresi.

### 1946 - 1968
Nel 1946 affitta uno studio in via Borgonuovo, dipinge contrapponendosi alla visione pittorica di un'importante personalità bolognese dell'epoca: Giorgio Morandi. In particolare, secondo alcune fonti, la scelta di grandi tele è da leggersi come rifiuto del piccolo formato "borghese" dei quadri di Morandi.
Frequenta la facoltà di Lettere per assistere alle lezioni dello storico Roberto Longhi. In quegli anni conosce Francesco Arcangeli, allievo del Longhi, che diventa suo amico, promotore e confidente.
Nel 1951 espone la sua prima personale alla Galleria del Milione di Milano.
Infatuato della pittura di Van Gogh, subisce fortemente l'influenza del Picasso di Guernica e del postcubismo, appassionandosi del connubio tra ricerca formale e impegno sociale.
Nel 1955 è in un nuovo studio, in via San Gervasio.
Tra il 1952 e il 1955 abbandona le suggestioni picassiane a favore del naturalismo, abbracciando gli insegnamenti del Cézanne delle vedute della montagna di Sainte-Victoire, dedicandosi ad un dialogo solitario con la natura e con la luce naturale, dipingendo paesaggi padani.
A febbraio del 1956 nasce il figlio Matteo.
La ricerca pittorica lo porta verso la poetica dell'lnformale e una pittura violenta e istintiva che distingue le sue opere tra il 1956 e il 1962. Comincia a farsi una nomea nell'ambiente artistico e nel 1958 è alla Biennale di Venezia.
Nel 1958, la mostra di pittura contemporanea italiana a Copenaghen, e l'esposizione alla Contemporaries Gallery di New York lo fanno conoscere a livello internazionale. Nello stesso anno è di nuovo alla Biennale.
Nel 1959 si trasferisce a Roma, dove frequenta gli storici dell'arte Dario Micacchi, Enrico Crispolti e Giorgio Di Genova. Quest'ultimo nel 1970 scrive la monografia "Vacchi informale" (Fratelli Pozzo, Torino).
Vive per un breve periodo in via De Carolis, per poi affittare un appartamento-studio in piazza San Lorenzo in Lucina dove resta fino al 1997.
Tra gli artisti romani, stringe amicizia con Ennio Calabria, Renato Guttuso, Federico Fellini, Mario Missiroli, Piera Degli Esposti, Giuliana Calandra, Vittorio De Sica, Marina Malfatti, Goffredo Parise, Paolo Volponi e altri.
Già apprezzato da critici e galleristi, negli anni sessanta viene cercato dai grandi collezionisti, tra cui Sophia Loren e Carlo Ponti.
Tra il 1962 e il 1968 dipinge tre cicli pittorici, superando l'Informale e aggiornando il suo personale discorso sul sociale:  Il Concilio, La morte di Federico II di Hohenstaufen e Galileo Galilei semper, quest'ultimo sul tema del potere.
Nel 1963 una sua opera viene esposta alla mostra Contemporary Italian Paintings, allestita in alcune città australiane.
Nel 1964 la Biennale di Venezia dedica a Vacchi una sala personale.
Nel 1965 prende in sposa Letizia Balboni, separatasi da poco da Michelangelo Antonioni.
Viaggia in Germania, dove trova affinità con autori nordici quali George Grosz, Mathias Griinewald, Käthe Kollwitz, Franz Radzwill, e altri, e scopre Otto Dix.
Nel 1968, in piena contestazione, Vacchi abbandona il tema del potere e si dedica per cinque anni al "Ciclo del pianeta", che si concluderà nel 1973 con l'immensa tela "Finisterre". Nelle sue opere Vacchi si rifugia nel sogno, nelle visioni surreali e fantastiche, fatte di uomini, donne, animali, ma anche di strani corpi contorti e avvinti, in un paesaggio deserto e abbandonato.

### 1969 - 1989
Gli anni settanta e ottanta sono intensi di lavoro e manifestazioni: si susseguono numerose le esposizioni nelle gallerie italiane e aumentano i saggi critici di storici e amici. Nel 1973 a Roma la Galleria il Gabbiano espone la tela Finisterre l'ultimo quadro del ciclo del Pianeta eseguito nel 1972.
Nel 1974 il suo immaginario pittorico continua ad evolversi con un nuovo ciclo, quello delle Piscine lustrali: sono tele dense di contenuti sensuali ed erotici in cui compaiono le presenze costanti di tre-colonne fallo avviluppate in un'atmosfera cupa e desolata. Rari e solitari personaggi abitano questi spazi nebulosi e fumosi, in cui le esalazioni delle piscine ormai inquinate e infette ci riportano alla memoria gli inferi danteschi.
Sempre nel 1974 Vacchi è presente alla mostra Itinerario mitologico con catalogo a cura di Giuliano Briganti presso la Galleria dell'Oca di Roma insieme a Boecklin, de Chirico e Savinio.
Nel 1975 realizza quattro grandi tele (cm 460X300): Della Melanconia, Perché il Pianeta, Intorno al Buonarroti, Della perdita o del Ritrovamento, opere che rappresentano un'ulteriore interrogazione dell'artista nei confronti dell'esistenza umana.
La Galleria d'arte moderna di Bagheria ospita nel 1977 un ciclo (circa 50 tele) che Vacchi realizza, in questo stesso anno, ispirato alle visione mostruose di Villa Palagonia.
Tra il 1978 e il 1979 esegue una serie di dipinti intitolata i Capricci: si tratta di opere su supporto ligneo raffiguranti in particolare modo conchiglie o entità amorfe disperse in ambientazioni sabbiose e crepuscolari. I colori a cui Vacchi affida il proprio discorso artistico sono sempre quelli metallici dell'oro e dell'argento.
Al 1980 risalgono una serie di opere raffiguranti i Tetti di Roma, sono quadri incentrati sullo studio della luce e del colore in particolari ore del giorno: dai tramonti con i rossi che tendono al bruno, o quelle dell'alba con tonalità degli ocra.
Sempre negli anni Ottanta inizia il ciclo delle Porte iniziatiche, si tratta di vere porte di legno che l'artista usa come supporto di pittura; la porta in questo caso è vista come simbolo di ambiguità: movimento doppio, metafora degli arrivi e delle partenze, del passato e del futuro.
Dal 1983 al 1986 Vacchi è impegnato in un nuovo ciclo Stanze della Nekyia. Sono personaggi rappresentati in luoghi chiusi, appunto in interni di stanze, circondati da pochi oggetti; l'utilizzo dell'oro va aumentando in queste tele che acquistano preziosità grazie anche alla trattazione minuziosa degli sfondi.
Nel 1988 Vacchi riscopre Marcel Proust: lo rilegge e inevitabilmente lo reinterpreta. Nascono una serie di dipinti su questo grandissimo letterato: il pittore lo raffigura più volte danzante, circondato da ballerini spettrali, mentre cinge come compagna di ballo una guerriere  a testimonianza della solitudine del genio, dell'estraniamento.
Negli anni ottanta, realizza anche una serie di ritratti, lavoro che ha continuato fino al primo decennio del duemila; si tratta di immagini di amici e personaggi da lui amati e ammirati: Samuel Beckett, Franz Kafka, Alberto Savinio, Francesco Arcangeli, Giuliano Briganti, Roberto Tassi, Otto Dix, Greta Garbo, Francis Bacon e molti altri.

### 1990 - 2000
Nel 1990 a Castenaso viene organizzata una grande mostra antologica.
Nel 1991 con introduzione di Francesco Gallo presso la Galleria d'arte moderna di Paternò Caos, informale, eros. Opere 1948-1990.
Sempre nel 1991 Nicola miceli cura a S. Croce sull'Arno la mostra: Subsidenze. Maledetti e romantici. Nello stesso anno la città di Viareggio gli rende omaggio nell'ambito del LXII Premio Letterario Viareggio-Repaci.
Il 6 febbraio 1993 sposa la compagna Marilena Graniti dopo una convivenza di otto anni. Conosciuta nel giugno del 1977 in occasione di una sua mostra presso la galleria Il Centro di Ancona, Marilena diviene da quel momento la sua musa ispiratrice, la protagonista indiscussa delle sue tele.
Nel 1993 l'artista inizia un nuovo ciclo pittorico intitolato Leonardo Codice Verso. Il ritorno e l'andata. Queste tele narrano un surreale ritorno di Leonardo da Vinci in Italia, nella nostra epoca tecnologica.
Nel 1994 il Palazzo della Permanente di Milano ospita la mostra: Sergio Vacchi. Itinerario nei suoi miti. 1948-1993 con contributi critici di Barbara Rose, Francois Dossier, Erich Steingraber.
Nel 1996 la Galleria Spazio Italia di New York organizza una personale dal titolo Sergio Vacchi. Virtual life, presentata dalla critica Barbara Rose.
Nello stesso anno la mostra antologica allestita al Palazzo della Permanente di Milano, viene spostata al Boca Raton Museum di Miami (Florida).
Nel 1997 Vacchi compie un nuovo trasferimento: lascia Roma per andare a vivere in Toscana, nei dintorni di Siena. Qui, presso il Castello di Grotti nasce la Fondazione Sergio Vacchi con lo scopo di realizzare attività multidisciplinari: mostre, conferenze, spettacoli teatrali, concerti.
In questi anni l'artista continua ad eseguire ritratti di amici e soprattutto intensifica quelli attribuiti alla mitica Greta Garbo che diviene protagonista di un nuovo ciclo: la vita camaleontica di questa grande attrice, il suo travestitismo e bisogno di distanza dalla vita mondana hollywoodiana, stimolano la creatività di Vacchi.

### 2001 - 2007
Nel 2001 Vacchi espone presso l'Andito degli Angiolini di Palazzo Pitti, con presentazione di Antonio Paolucci.
Nel 2002 dodici disegni e un autoritratto vengono acquisiti dal museo degli Uffizi.
Nello stesso anno si tiene a Palazzo Ricci di Macerata, in occasione del V premio Scipione conferito a Sergio Vacchi, la mostra Sergio Vacchi. Il percorso avulso fra 1948 e 2002, a cura di Enrico Crispolti.
Sempre nel 2002 viene presentato al Circolo Artistico di Bologna, l'emblematico dipinto Il Quadrato Magico, una grande tela si sintesi e comunicazione, di arcani simboli e presagi futuri.
Nel 2003 si inaugura alla Galleria Comunale d'Arte, Palazzo del Ridotto di Cesena, l'antologica Greta Garbo e Sergio Vacchi nel Palazzo del Ridotti di Cesena.
Nel 2005 presso il Museo Leonardiano a Vinci viene presentato al Pubblico un grande ciclo realizzato tra il 1993 e il 1997: Leonardo Codice Verso. Il ritorno e l'andata.

### 2008 - 2016
Abita nel castello di Grotti, dove ha sede anche la Fondazione Vacchi. Nel 2007 smette di dipingere, malato di Parkinson. Nel 2015 riceve il Sanese d'Argento dall'amministrazione comunale di Siena. Si spegne il 15 gennaio 2016.